# Аугуст Ерлінгмарк
Ян Аугуст Ерлінгмарк (швед. Jan August Erlingmark, нар. 22 квітня 1998 Гетеборг, Швеція) — шведський футболіст, центральний захисник і півзахисник клубу «Гетеборг».

## Ігрова кар'єра

### Клубна
Аугуст Ерлінгмарк народився у місті Гетеборг. Займатися футболом він почав у школі клуба «Соведаленс». Пізніше приєднався до школи клубу «Гетеборг», з яким у 2016 році уклав свій перший професійний контракт. У квітні 2017 року Ерлінгмарк дебютував у матчах Аллсвенскан. А вже влітку того року забив перший гол на професійному рівні у ворота «Норрчепінга».

### Збірна
Аугуст Ерлінгмарк провів 6 матчів у складі молодіжної збірної Швеції. У січні 2020 року у товариському матчі проти команди Косова Ерлінгмарк дебютував у формі національної збірної Швеції.

## Титули і досягнення
- Володар Кубка Швеції (1):

«Гетеборг»: 2020